# Le Mériot
Le Mériot ist eine französische Gemeinde mit 617 Einwohnern (Stand: 1. Januar 2022) im Département Aube in der Region Grand Est. Der Ort gehört zum Arrondissement Nogent-sur-Seine und zum Kanton Nogent-sur-Seine. Zudem ist die Gemeinde Teil des 2006 gegründeten Gemeindeverbands Nogentais. Die Einwohner werden Mériotins/Mériotines genannt.

## Geographie
Le Mériot liegt rund 52 Kilometer nordwestlich von Troyes und rund 89 Kilometer südöstlich von Paris ganz im Nordwesten des Départements Aube an der Grenze zum Département Seine-et-Marne. Die Gemeinde besteht aus den Dörfern Beaulieu, Le Mériot und Le Plessis Mériot und ist weitflächig von Wald bedeckt. Das Gemeindegebiet wird vom Flüsschen Resson durchquert, einem rechten Zufluss der Seine, welche weite Teile der südlichen Gemeindegrenze bildet.
Nachbargemeinden sind Chalautre-la-Grande (im Département Seine-et-Marne) im Norden, Saint-Nicolas-la-Chapelle im Osten, Nogent-sur-Seine im Südosten, La Motte-Tilly im Südwesten sowie Melz-sur-Seine (im Département Seine-et-Marne) im Westen.

## Geschichte
Bis zur Französischen Revolution lag Le Mériot innerhalb der Provinz Champagne. Die Gemeinde gehörte von 1793 bis 1801 zum Distrikt Nogent-sur-Seine. Seit 1801 ist sie dem Arrondissement Nogent-sur-Seine zugewiesen. Seit 1793 liegt die Gemeinde innerhalb des Kantons Nogent-sur-Seine. Früher trug die Gemeinde den Namen Le Meriol. 

## Bevölkerungsentwicklung
| Jahr                       | 1793 | 1800 | 1846 | 1856 | 1886 | 1911 | 1921 | 1962 | 1968 | 1975 | 1982 | 1990 | 1999 | 2006 | 2012 |
| Einwohner                  | 549  | 624  | 620  | 543  | 613  | 423  | 350  | 336  | 325  | 339  | 356  | 417  | 495  | 550  | 589  |
| Quellen: Cassini und INSEE |      |      |      |      |      |      |      |      |      |      |      |      |      |      |      |

## Sehenswürdigkeiten
- Brücke Ponts de la route royale Paris-Bâle (erbaut in den 1740er-Jahren), seit 1993 ein Monument historique[1]
- Dammstraße und Bogenbrücken beim Château de Jaillac (17./18. Jahrhundert), seit 1996 ein Monument historique[2]
- Dorfkirche Saints-Pierre-et-Paul
- Schleuse am Kanal Canal de Dérivation de Beaulieu à Villiers-sur-Seine
- Denkmal für die Gefallenen[3]

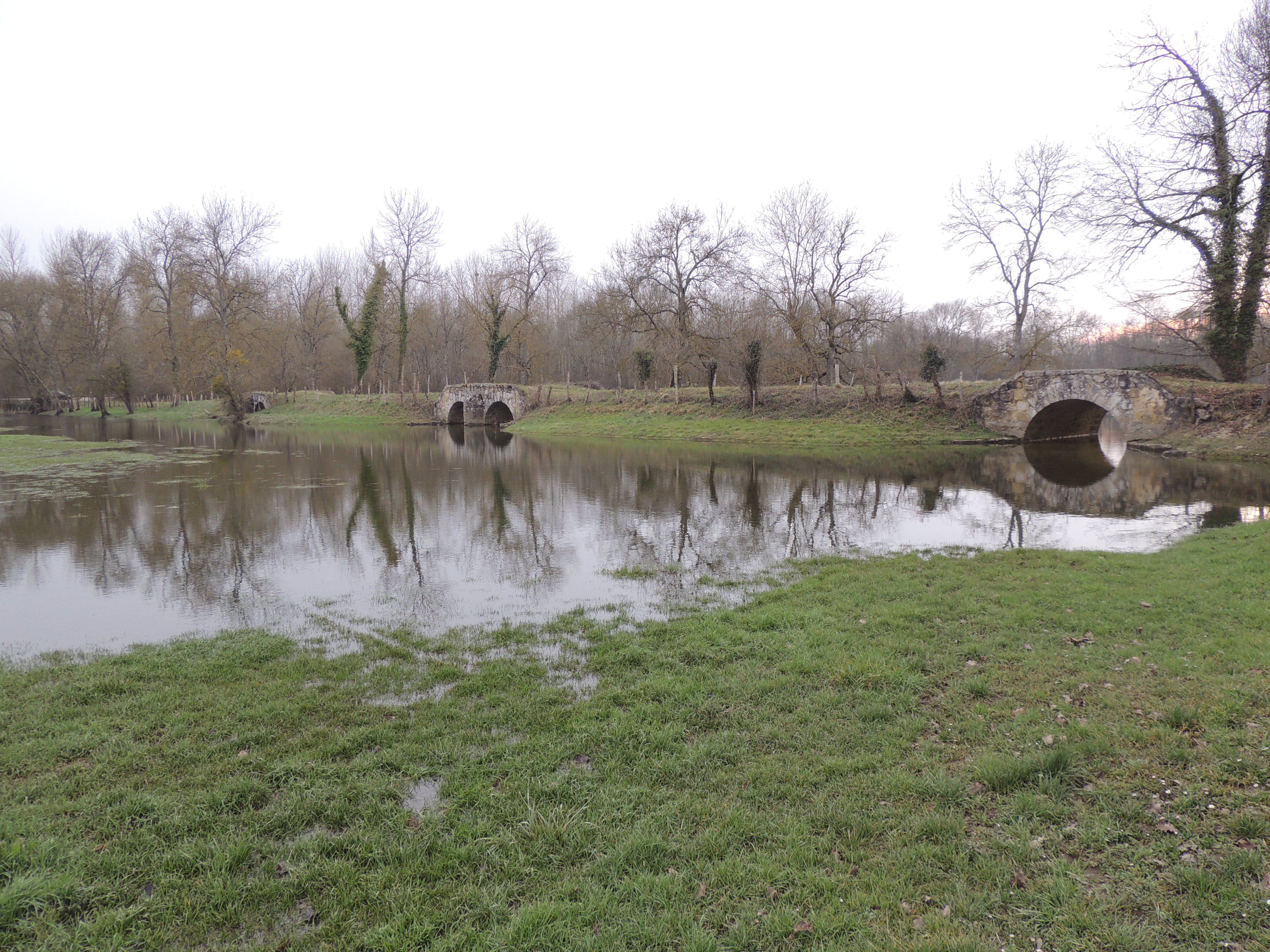
Die vier Bogenbrücken beim Château de Jaillac
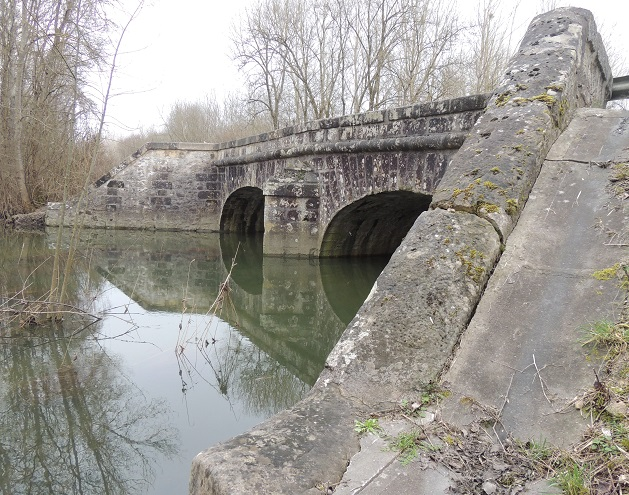
Ponts de la route royale Paris-Bâle
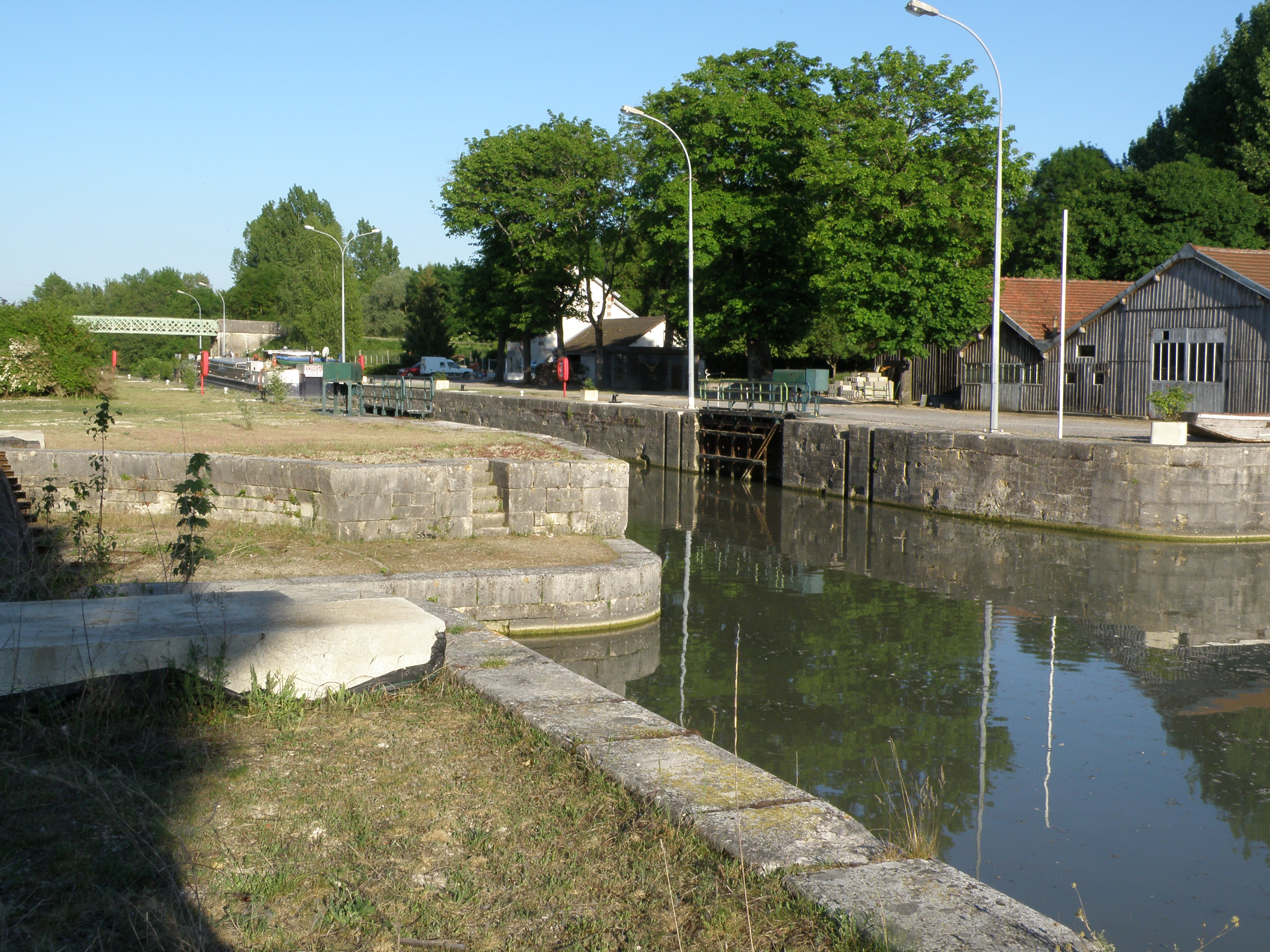
Schleuse von Beaulieu